# スクラムダイナ
スクラムダイナ（欧字名:Scrum Dyna、1982年3月21日 - 不明）は、日本の競走馬、種牡馬。
1984年の朝日杯3歳ステークス（GI）を制し、同年のJRA賞最優秀3歳牡馬に選出されたほか、翌1985年の皐月賞（GI）では2着となった。

## 経歴

### 3歳時
社台グループの期待を受け矢野進厩舎に入厩したスクラムダイナは、秋の東京開催でデビュー。岡部幸雄を背に後続に10馬身差をつける圧勝であった。続く白菊賞（400万円以下戦）では前走の圧勝にもかかわらず単勝3番人気にとどまったものの勝利し、2戦2勝で東の3歳王者決定戦を目指すことになった。
そして迎えた東の3歳王者決定戦朝日杯3歳ステークス。連勝にもかかわらず内容を大きく評価されず4番人気にとどまった。レースでは、道中は内につつまれる窮屈な競馬になったものの、前走からコンビを組む柴田政人の好判断もあり、最終コーナーでは大外に持ち出しワンテンポ遅らせて仕掛け、鋭く伸びて快勝。3戦3勝、無敗で東の3歳王者となった。また、同じく3連勝で阪神3歳ステークスを制したダイゴトツゲキを抑えJRA賞最優秀3歳牡馬に選出され、名実ともに無敗の3歳王者に輝いた。

### 4歳時
ダービー制覇の期待を受け、春のクラシックに向かう緒戦に選ばれたスプリングステークス。例年は有力馬は弥生賞から始動することが多かったが、この年はスクラムダイナだけでなく、西の3歳王者ダイゴトツゲキやシンザン最後の傑作ミホシンザン、デビュー戦で弥生賞を勝ったスダホークに快勝し2勝馬ながらも注目されていたサザンフィーバー、パーソロン産駒で京成杯勝馬のサクラサニーオー、3戦3勝のブラックスキーとクラシックで有力と目される馬が勢揃いしていた。
レースに向かうにあたり、主戦であった柴田政人はスクラムダイナ以外にミホシンザン、サザンフィーバーの主戦も務めており、騎乗馬選択という意味でも注目を集めた。柴田はミホシンザンを選択し、スクラムダイナにはデビュー戦で手綱を握った岡部幸雄の騎乗が決定した。
そして迎えたレース当日は、ミホシンザンに大きく離された2番人気にとどまった。レースは新コンビの増沢末夫を背に快調に逃げるサザンフィーバーのペースとなった。しかしサザンフィーバーは残り200 - 300メートルで落馬競走中止。第3コーナーで置いていかれかけ、直線は内をついたスクラムダイナにもサザンフィーバーの落馬は少なからず影響し、何とか立て直し一時は先頭に立ったものの、落馬の影響のない後方に位置し鋭い末脚で大外から伸びてきたミホシンザンに交わされ2着。初めての敗北となった。落馬したサザンフィーバーは直線で転倒し予後不良、安楽死となっている。
皐月賞ではミホシンザンが人気のなか、スクラムダイナは弥生賞1、2着の2頭（スダホーク、サクラサニーオー）に続く4番人気となった。レースでは、馬群で我慢しながら直線で大外に持ち出しての瞬発力勝負に賭けたが、コーナーでやはり後方に置かれてしまい態勢を立て直す間に、好位からミホシンザンが抜け出し快勝。スクラムダイナも追い込んだもののミホシンザンとの差は詰められず5馬身差の2着に終わった。
三冠確実と目されたミホシンザンが故障で不在となり迎えた東京優駿で、ファンが本命に支持したのは皐月賞不出走のシリウスシンボリであった。皐月賞2着のスクラムダイナは、皐月賞で先着したはずのスダホーク、サクラサニーオーに続く4番人気となった。レースはそれまでの長雨で馬場状態が悪化し、重馬場巧者のスダホークがまず抜け出しシリウスシンボリがそれに続いた。スクラムダイナは外を回りながらもコーナーで置かれ大外勝負という競馬になってしまい、シリウスシンボリが直線抜け出したころに伸びてきたが、スダホークに並んでから競り落とせず、写真判定の末に3着となった。さらにレース後、右第3中手骨の骨折が判明し、ボルト埋め込み手術によって生命は助かったものの、復帰は叶わず現役を引退した。

### 引退後
引退後は、社台スタリオンステーション荻伏にて種牡馬入りするものの、活躍馬をまったくといっていいほど出せず1992年11月25日付で用途変更となり、種牡馬を引退した。その後の動向は不明である。

## 競走成績
以下の内容は、netkeiba.comに基づく。
| 競走日     | 競馬場 | 競走名      | 格      | 距離（馬場）  | 頭 数 | 枠 番 | 馬 番 | オッズ （人気） | 着順 | タイム  | 着差 | 騎手      | 斤量 [kg] | 1着馬（2着馬）       |
| ---------- | ------ | ----------- | ------- | ------------- | ----- | ----- | ----- | --------------- | ---- | ------- | ---- | --------- | --------- | -------------------- |
| 1984.11.10 | 東京   | 3歳新馬     |         | 芝1400m（良） | 11    | 6     | 6     | 002.10（1人）   | 01着 | R1:24.8 | -1.6 | 0岡部幸雄 | 54        | （カミノコンドル）   |
| 0000.11.24 | 東京   | 白菊賞      | 400万下 | 芝1600m（稍） | 15    | 2     | 3     | 006.20（3人）   | 01着 | R1:36.6 | -0.2 | 0柴田政人 | 54        | （アサカサイレント） |
| 0000.12.16 | 中山   | 朝日杯3歳S  | GI      | 芝1600m（良） | 12    | 1     | 1     | 009.00（4人）   | 01着 | R1:35.0 | -0.3 | 0柴田政人 | 54        | （ビンゴチムール）   |
| 1985.03.24 | 中山   | スプリングS | GII     | 芝1800m（稍） | 11    | 3     | 3     | 006.50（2人）   | 02着 | R1:49.8 | -0.3 | 0岡部幸雄 | 56        | ミホシンザン         |
| 0000.04.14 | 中山   | 皐月賞      | GI      | 芝2000m（稍） | 22    | 4     | 9     | 008.80（4人）   | 02着 | R2:02.9 | -0.8 | 0岡部幸雄 | 57        | ミホシンザン         |
| 0000.05.26 | 東京   | 東京優駿    | GI      | 芝2400m（重） | 26    | 7     | 22    | 012.50（4人）   | 03着 | R2:31.5 | -0.5 | 0岡部幸雄 | 57        | シリウスシンボリ     |

## 血統表
| スクラムダイナの血統（ファイントップ系（タッチストン系） / Mahmoud5×5=6.25%、Bull Dog5×5=6.25%） | スクラムダイナの血統（ファイントップ系（タッチストン系） / Mahmoud5×5=6.25%、Bull Dog5×5=6.25%） | スクラムダイナの血統（ファイントップ系（タッチストン系） / Mahmoud5×5=6.25%、Bull Dog5×5=6.25%） | （血統表の出典）  | （血統表の出典） |
| 父 *ディクタス Dictus 1967 栗毛                                                                  | 父の父Sanctus 1960 鹿毛                                                                          | Fine Top                                                                                         | Fine Art          | Fine Art         |
| 父 *ディクタス Dictus 1967 栗毛                                                                  | 父の父Sanctus 1960 鹿毛                                                                          | Fine Top                                                                                         | Toupie            |                  |
| 父 *ディクタス Dictus 1967 栗毛                                                                  | 父の父Sanctus 1960 鹿毛                                                                          | Sanelta                                                                                          | Tourment          | Tourment         |
| 父 *ディクタス Dictus 1967 栗毛                                                                  | 父の父Sanctus 1960 鹿毛                                                                          | Sanelta                                                                                          | Saranella         |                  |
| 父 *ディクタス Dictus 1967 栗毛                                                                  | 父の母Doronic 1960 鹿毛                                                                          | Worden                                                                                           | Wild Risk         | Wild Risk        |
| 父 *ディクタス Dictus 1967 栗毛                                                                  | 父の母Doronic 1960 鹿毛                                                                          | Worden                                                                                           | Sans Tares        |                  |
| 父 *ディクタス Dictus 1967 栗毛                                                                  | 父の母Doronic 1960 鹿毛                                                                          | Dulzetta                                                                                         | Bozzetto          | Bozzetto         |
| 父 *ディクタス Dictus 1967 栗毛                                                                  | 父の母Doronic 1960 鹿毛                                                                          | Dulzetta                                                                                         | Dulcimer          |                  |
| 母 シャダイギャラント 1974 鹿毛                                                                  | 母の父*ボールドアンドエイブル Bold and Able 1968 栗毛                                            | *ボールドラッド Bold Lad                                                                         | Bold Ruler        | Bold Ruler       |
| 母 シャダイギャラント 1974 鹿毛                                                                  | 母の父*ボールドアンドエイブル Bold and Able 1968 栗毛                                            | *ボールドラッド Bold Lad                                                                         | Misty Morn        |                  |
| 母 シャダイギャラント 1974 鹿毛                                                                  | 母の父*ボールドアンドエイブル Bold and Able 1968 栗毛                                            | Real Delight                                                                                     | Bull Lea          | Bull Lea         |
| 母 シャダイギャラント 1974 鹿毛                                                                  | 母の父*ボールドアンドエイブル Bold and Able 1968 栗毛                                            | Real Delight                                                                                     | Blue Delight      |                  |
| 母 シャダイギャラント 1974 鹿毛                                                                  | 母の母*ギャラントノラリーン Gallant Noralien 1963 黒鹿毛                                         | Gallant Man                                                                                      | Migoli            | Migoli           |
| 母 シャダイギャラント 1974 鹿毛                                                                  | 母の母*ギャラントノラリーン Gallant Noralien 1963 黒鹿毛                                         | Gallant Man                                                                                      | Majideh           |                  |
| 母 シャダイギャラント 1974 鹿毛                                                                  | 母の母*ギャラントノラリーン Gallant Noralien 1963 黒鹿毛                                         | Noralien                                                                                         | Polynesian        | Polynesian       |
| 母 シャダイギャラント 1974 鹿毛                                                                  | 母の母*ギャラントノラリーン Gallant Noralien 1963 黒鹿毛                                         | Noralien                                                                                         | Nipmenow F-No.1-l |                  |